# La maternal
Pour plus de détails, voir Fiche technique et Distribution.
La maternal est un film espagnol réalisé par Pilar Palomero, sorti en 2022.

## Synopsis
Carla, 14 ans, rejoint un centre d'accueil pour adolescentes enceintes.

## Fiche technique
Sauf indication contraire, les informations mentionnées dans cette section peuvent être confirmées par la base de données cinématographiques IMDb,  présente dans la section « Liens externes ».
- Titre : La maternal
- Réalisation et scénario : Pilar Palomero
- Photographie : Julián Elizalde
- Montage : Sofia Escudé
- Production : Valérie Delpierre et Alex Lafuente
- Société de production : Aragon TV, BTeam Prods, Barrixica, Inicia Films, Moonlight Cinema Barcelona, Movistar+, Radio Televisión Española et Televisió de Catalunya
- Pays :  Espagne
- Genre : Drame
- Durée : 100 minutes
- Dates de sortie : 
  - Espagne : 18 novembre 2022
  - France : 11 avril 2024 (VOD)

## Distribution
- Carla Quílez : Carla
- Ángela Cervantes : Penélope
- Jordan Cornejo : Efraín
- Clàudia Dalmau : Raki
- Estel Collado : Estel
- Claudia Medina : Claudia
- Sheila Baños : Sheila
- Jamila Bengharda : Jamila
- Karol Ruiz-Tagle : Karol
- Rubén Martínez : Rubén
- Gal·la Sabaté : Gal·la
- Pepe Lorente : Chispas
- Olga Hueso : Asun
- María Sánchez Alba : María
- Neus Pàmies : Susana

## Distinctions
Lors de la cérémonie des Goyas 2023, le film a été nommé pour trois prix Goya (meilleur film, meilleur réalisateur et meilleure actrice dans un second rôle pour Ángela Cervantes).